# Ceroctena semiviridis
Ceroctena semiviridis är en fjärilsart som beskrevs av Walker 1865. Ceroctena semiviridis ingår i släktet Ceroctena och familjen nattflyn. Inga underarter finns listade i Catalogue of Life.